# Dylan Guenther
Dylan Guenther (Edmonton, Alberta, 10 de abril de 2003) es un jugador profesional canadiense de hockey sobre hielo que se desempeña en la posición de extremo derecho en Arizona Coyotes, equipo de la National Hockey League (NHL).

## Carrera
Fue seleccionado en la primera ronda en la NHL Entry Draft de 2021. En 2022 hizo su debut profesional con el equipo Arizona Coyotes, donde lleva jugando dos temporadas.